# 47-я горнострелковая дивизия
47-я горнострелковая Краснознамённая дивизия имени товарища Сталина — воинское соединение ВС СССР в Великой Отечественной войне.

## История
Приказом войскам Отдельной Кавказской армии № 1015, от 21 июня 1922 года, Грузинская сводная бригада (начала формироваться из отдельных частей с марта 1921 года) была переформирована в Грузинскую сд, приказом № 195/18, от 22 апреля 1924 года, переименована в 1-ю Грузинскую сд. Приказом РВС СССР № 167, от 29 июля 1930 года, стала именной, ей было присвоено имя И. В. Сталина.
По приказу войскам Кавказской Краснознамённой армии № 261/93сс, от 8 сентября 1931 года, реорганизована в горнострелковую, приказом Наркома Обороны СССР № 072, от 21 мая 1936 года, получила новый войсковой № и наименование — 47-я Грузинская горнострелковая, приказом Наркома Обороны СССР № 0150, от 16 июля 1940 года, ей присвоено наименование — 47-я Краснознамённой гсд. Награждена орденом Красного Знамени (объявлено приказом НКО СССР № 23 от 24 февраля 1936 года)
Входила в состав Отдельной Кавказской армии (с августа 1923 года — Кавказская Краснознамённая, с мая 1935 года — Закавказский военный округ) (июнь 1922 года — 1940 год).
Части дивизии вели борьбу с антисоветскими выступлениями на территории Грузии (1922—1924) и Дагестана (1925), несли охрану государственной границы от Батуми до Ахалциха; прикрывали проходы на Северный Кавказ через Главный Кавказский хребет (1930).

## Полное наименование
Полное действительное наименование:
- 00.06.1922 — Грузинская стрелковая дивизия
- 00.04.1924 — 1-я Грузинская горно-стрелковая дивизия
- 29.07.1930 — 1-я Грузинская горно-стрелковая дивизия имени товарища Сталина
- 15.02.1936 — 1-я Краснознамённая Грузинская горно-стрелковая дивизия имени И. В. Сталина
- 00.07.1936 — 47-я Краснознамённая Грузинская горно-стрелковая дивизия имени И. В. Сталина
- 16.07.1940 — 47-я Краснознамённая горно-стрелковая дивизия имени И. В. Сталина

## Вышестоящие воинские части
| Дата            | Фронт (округ)              | Армия      | Корпус                |
| --------------- | -------------------------- | ---------- | --------------------- |
| 01.06.1941 года | Закавказский военный округ |            | 3-й стрелковый корпус |
| 01.08.1941 года | Закавказский военный округ | 46-я армия |                       |
| 01.09.1941 года | Закавказский фронт         | 46-я армия |                       |
| 01.10.1941 года | Юго-Западный фронт         | 38-я армия |                       |
| 01.01.1942 года | Юго-Западный фронт         | 6-я армия  |                       |

## Состав
- 148-й горнострелковый полк
- 334-й горнострелковый полк
- 353-й горнострелковый полк
- 145-й горнострелковый полк (до 28.12.1941)
- 559-й артиллерийский полк
- 113-й отдельный истребительно-противотанковый дивизион
- 499-й отдельный зенитно-артиллерийский дивизион
- 136-й кавалерийский эскадрон
- 102-й сапёрный батальон
- 214-й отдельный батальон связи
- 58-й артиллерийский парковый дивизион
- 98-й медико-санитарный батальон
- 158-я автотранспортная рота
- 124-я полевая хлебопекарня
- 204-я полевая почтовая станция
- 228-я полевая касса Госбанка[5]

## Командиры
- Левктадзе С., (1922—1935)
- Агладзе, Леонид Михайлович (1935—1937) или (07.05.1933-11.1936)— комбриг, репрессирован[6]
- Джабахидзе (1937 — 08.10.1938) — капитан
- Гринченко, Тимофей Устинович (08.10.1938 — 01.10.1941) — полковник
- Чернов, Виктор Георгиевич (02.10.1941 — 16.04.1942) — полковник
- Матыкин, Филипп Николаевич (17.04.1942 — 25.05.1942) — генерал-майор[7]

## Отличившиеся воины дивизии
- Дурдиев, Кочкар Ахмедович, красноармеец, стрелок 353-го горнострелкового полка.